# Chromosom akrocentryczny
Chromosom akrocentryczny – chromosom, w którym na ramieniu krótkim („p”) w tzw. przewężeniu wtórnym zlokalizowane są sekwencje kodujące obszary jąderkotwórcze, tzw. NOR (ang. nucleolar organizing region). W chromosomach akrocentrycznych ramię „p” jest bardzo krótkie, przez co centromer leży prawie na końcu chromosomu. W genomie człowieka występuje pięć par chromosomów akrocentrycznych: 13, 14, 15, 21 i 22. Krótkie ramiona akrocentryków można podzielić na trzy regiony: proksymalny (p11.1 i p11.2; zbudowany z tandemowo powtarzalnego satelitarnego DNA I-IV), przewężenie wtórne (p12) oraz region dystalny (p13; zbudowany z beta-satelitarnego DNA). Region p12 obejmuje liczne kopie genów dla 18S i 28S rRNA (rDNA), tworząc tzw. region jąderkotwórczy NOR, zwany też satelitą.